# 川北行署辦公廳舊址
川北行署辦公廳舊址位於四川省南充市順慶區，文物遺址年代判定為1950年。2007年6月1日公佈為四川省第七批文物保護單位。